# Spirophthalmidium
Spirophthalmidium, inicialmente erróneamente denominado Spiropthalmidium, es un género de foraminífero bentónico de la familia Ophthalmidiidae, de la superfamilia Cornuspiroidea, del suborden Miliolina y del orden Miliolida. Su especie tipo es Spiroloculina acutimargo. Su rango cronoestratigráfico abarca el Holoceno.

## Discusión
Clasificaciones más recientes incluyen Spirophthalmidium en la superfamilia Nubecularioidea.

## Clasificación
Spirophthalmidium incluye a las siguientes especies:
- Spirophthalmidium acutimargo
- Spirophthalmidium antonovae
- Spirophthalmidium arenarium
- Spirophthalmidium emaciatum
- Spirophthalmidium fusiforme
- Spirophthalmidium hechti
- Spirophthalmidium kanevi
- Spirophthalmidium longiscata
- Spirophthalmidium lucidum
- Spirophthalmidium milioliniformis
- Spirophthalmidium occultism
- Spirophthalmidium parva
- Spirophthalmidium prolixum
- Spirophthalmidium scabrum
- Spirophthalmidium spinosa
- Spirophthalmidium stuifense
- Spirophthalmidium tchernyshinensis
- Spirophthalmidium tenuissimum
- Spirophthalmidium triadicum

Otras especies consideradas en Spirophthalmidium son:
- Spirophthalmidium elegantissimum, aceptado como Spiroloculina elegantissima
- Spirophthalmidium monstruosum, de posición genérica incierta
- Spirophthalmidium pusillum, aceptado como Spirosigmoilina pusilla